# Back on the Streets
Back on the Streets es el segundo álbum de estudio del guitarrista norirlandés de blues rock y hard rock Gary Moore, publicado en 1978 por MCA Records. Grabado mientras aún era miembro de Thin Lizzy, Moore contó con la colaboración de Phil Lynott (bajo y voz) y Brian Downey (batería), como también de Don Airey (teclados), Simon Phillips (batería) y John Mole (bajo). Al igual que el disco anterior, cuenta con una mezcla de estilos que fluctúan entre blues rock, hard rock, jazz rock e incluso Michael Heatley de la revista Record Collector sostiene que en «Fanatical Fascists» hay un intento de punk.
Considerado por el crítico Eduardo Rivadavia de Allmusic como «mitad ganador, mitad fracaso», el disco alcanzó el puesto 70 en la lista UK Albums Chart del Reino Unido. Sin embargo, el sencillo «Parisienne Walkways» logró la octava posición en el UK Singles Chart y en menos de un año la Industria Fonográfica Británica (BPI) le confirió un disco de plata por vender más de 200 000 copias en ese país.
Por otro lado, en su portada aparece Gary saliendo de la prisión Wormwood Scrubs en Hammersmith y Fulham de Londres. No obstante, en la edición estadounidense está fue cambiada por una fotografía en primer plano del guitarrista. En 2013 Universal Music lo remasterizó con cuatro pistas adicionales: «Track Nine» —lado B original del sencillo «Back on the Streets»— y tres versiones de la canción «Spanish Guitar».

## Lista de canciones
| N.º | Título                                    | Escritor(es)               | Duración |  |
| 1.  | «Back on the Streets»                     | Gary Moore, Donna Campbell | 4:19     |  |
| 2.  | «Don't Believe a Word»                    | Phil Lynott                | 3:34     |  |
| 3.  | «Fanatical Fascists»                      | Lynott                     | 2:44     |  |
| 4.  | «Flight of the Snow Moose» (instrumental) | Moore, Campbell            | 6:59     |  |
| 5.  | «Hurricane» (instrumental)                | Moore, Campbell            | 4:50     |  |
| 6.  | «Song for Donna»                          | Moore, Campbell            | 5:22     |  |
| 7.  | «What Would You Rather Bee or a Wasp»     | Moore, Campbell            | 4:48     |  |
| 8.  | «Parisienne Walkways»                     | Moore, Lynott              | 3:08     |  |

| Pistas adicionales en remasterización de 2013 |                                                |               |          |  |
| N.º                                           | Título                                         | Escritor(es)  | Duración |  |
| 9.                                            | «Track Nine» (lado B de «Back on the Streets») | Moore         | 5:05     |  |
| 10.                                           | «Spanish Guitar» (con la voz de Phil Lynott)   | Moore, Lynott | 3:55     |  |
| 11.                                           | «Spanish Guitar» (con la voz de Gary Moore)    | Moore, Lynott | 3:56     |  |
| 12.                                           | «Spanish Guitar» (instrumental)                | Moore, Lynott | 3:48     |  |

## Músicos
- Gary Moore: voz, guitarra líder, bajo (pista 1), mandolina (pista 8) y acordeón (pista 8)
- Phil Lynott: Voz (pista 2 y 8), bajo (pistas 2, 3 y 8), coros (pistas 1 y 3) y guitarra acústica (pista 3)
- John Mole: Bajo (pistas 4, 5, 6 y 7)
- Don Airey: teclados (pistas 1, 4, 5, 6 y 7)
- Brian Downey: batería (pistas 2, 3 y 8)
- Simon Phillips: batería (pistas 1, 4, 5, 6, 7)